# لوگو دی ویچنتزا
لوگو دی ویچنتزا (به ایتالیایی: Lugo di Vicenza) یک کومونه در ایتالیا است که در استان ویچنزا واقع شده‌است.

## خصوصیات
لوگو دی ویچنتزا ۱۴ کیلومترمربع مساحت و ۳٬۷۰۶ نفر جمعیت دارد.